# 岡山県特別支援学校一覧
岡山県特別支援学校一覧（おかやまけんとくべつしえんがっこういちらん）は、岡山県の特別支援学校の一覧。

## 国立特別支援学校
- 岡山大学教育学部附属特別支援学校

## 特別支援学校（知的障害、肢体不自由、病弱教育）

### 岡山市
- 岡山県立岡山支援学校
- 岡山県立岡山西支援学校
- 岡山県立岡山東支援学校
- 岡山県立岡山南支援学校
- 岡山県立岡山瀬戸高等支援学校

### 倉敷市
- 倉敷市立倉敷支援学校
- 岡山県立倉敷琴浦高等支援学校
- 岡山県立倉敷まきび支援学校

### 笠岡市
- 岡山県立西備支援学校

### 備前市
- 岡山県立東備支援学校

### 新見市
- 岡山県健康の森学園支援学校

### 早島町
- 岡山県立早島支援学校

### 久米南町
- 岡山県立誕生寺支援学校

## 特別支援学校（視覚障害）

### 岡山市
- 岡山県立岡山盲学校

## 特別支援学校（聴覚障害）

### 岡山市
- 岡山県立岡山聾学校